# 500 lire "Donatello"
Le 500 lire Donatello sono una moneta commemorativa in argento coniata nel 1986 e la cui emissione fu tardivamente autorizzata con D.P.R. 19 marzo 1987. Il valore è di 500 lire ed è dedicata al VI centenario della nascita di Donatello. Tale moneta venne coniata appositamente per essere inserita solo ed esclusivamente nel cofanetto della serie annuale del 1986.

## Dati tecnici
Al dritto è riprodotto il ritratto di Donatello, mentre in giro è scritto "REPVBBLICA ITALIANA".
Al rovescio a sinistra è riprodotta la scultura del David di Donatello, mentre a destra nel campo si trovano, su tre righe sovrapposte, rispettivamente il segno di zecca R, l'indicazione del valore e la data; in giro è scritto "DONATELLO VI CENTENARIO DELLA NASCITA". In basso lungo il bordo si legge il nome dell'autrice CRETARA.
Nel contorno: in rilievo, "DONATELLO 1386 - 1986"
Il diametro è di 29 mm, il peso di 11 g e il titolo è di 835/1000
La moneta, così come l'intera serie divisionale in cui è inserita, è presentata nella duplice versione fior di conio e fondo specchio, rispettivamente in 73.200 e 17.500 esemplari.